# Мозъчно сътресение
Мозъчното сътресение (наричано също комоцио) е лека травма на главата, която временно засяга мозъчната функция. Симптомите могат да включват изпадане в безсъзнание, загуба на памет, главоболие, затруднение при мислене, концентрация или баланс, гадене, замъглено зрение, нарушения на съня и промени в настроението. Всеки от тези симптоми може да се появи веднага или няколко дни след травмата. Понякога симптомите могат да се задържат до две седмици при възрастни и до четири седмици при деца. По-малко от 10% от спортните сътресения сред децата водят до загуба на съзнание.
Сред най-честите причини се открояват пътнотранспортните произшествия, паданията, спортните травми и инцидентите с велосипеди. Рискови фактори са употребата на алкохол и предишни сътресения. Механизмът на травмата включва или пряк удар по главата или удар другаде по тялото, който се предава към главата. Смята се, че това води до невронна дисфункция.
Предотвратяването на сътресения включва употреба на каска по време на каране на велосипед или мотор. Лечението включва физическа и когнитивна почивка за ден-два с постепенно възвръщане към ежедневните дейности. Прекалено дългият възстановителен период може да доведе до по-бавно възстановяване и да доведе до тревожност или депресия. За справяне с главоболието може да се приемат парацетамол или нестероидни противовъзпалителни средства. Физиотерапията може да помогне за дълготрайните проблеми с баланса, а когнитивната поведенческа терапия може да помогне за промените на настроението.
В световен мащаб от сътресения страдат над 3,5 от 1000 души годишно. Най-често засягани са младите мъже. След единични случаи рядко има дълготрайни последствия, но многократни сътресения могат да увеличат риска от хронична травматична енцефалопатия, болест на Паркинсон и депресия в по-късен етап от живота.

## Симптоми
Сътресенията са свързани с различни симптоми, които обикновено настъпват скоро след травмата. Ранните симптоми обикновено изчезват след няколко дни или седмици. Броят и вида на симптомите варират от човек до човек. Тежестта на първоначалните симптоми е показателна за времето, което ще е необходимо за възстановяване.
Главоболието е най-често срещаният симптом. Също може да настъпи замаяност, гадене, повръщане, липса на координация и затруднение при поддържането на баланс. Зрителните симптоми могат да включват чувствителност към светлина, виждане на ярки светлини, замъглено зрение и двойно виждане. Често докладвано е и звънене в ушите (тинитус). В много редки случаи е възможно потърпевшият да получи конвулсии.
Когнитивните симптоми включват объркване, дезориентация и трудно фокусиране. Възможна е загубата на съзнание, но ако е кратка обикновено няма връзка със степента на сериозност на сътресението. Посттравматичната амнезия, при която потърпевшият губи спомените си за събитията след сътресението, е типичен признак на сътресение. Човек може да повтаря едни и също въпроси, да отговаря бавно на въпроси и насоки, да има празен поглед или да има неясна и несвързана реч. Промяна в навиците на сън също могат да се появят, както и трудности с концентрацията и извършването на ежедневните дейности.
Сътресението може да доведе до промени в настроението, включително раздразнителност, загуба на интерес в любимите дейности, сълзливост и проява на емоции, неподходящи за дадена ситуация. При децата се наблюдава безпокойство, сънливост и раздразнителност.

## Механизъм
Човешкият мозък е обграден от гръбначно-мозъчна течност, която го защитава от леки травми. По-тежките удари или сили, които водят до голямо ускорение, не могат да се абсорбират от тази „възглавница“. Сътресение може да се причини от ударна сила (главата е ударена от нещо или се удря в нещо) или от импулсивна сила (главата се движи много бързо, без да се пряк обект на травма).
Силите могат да предизвикат линейно, ротационно или ъглово движение на мозъка (или комбинация от тях). Смята се, че големината на ротационната сила е основния компонент при сътресенията и степента им на сериозност. Проучванията върху спортисти сочат, че големината на силата и мястото на удара не са задължително свързани със сериозността на сътресението или симптомите му. Предполага се, че прагът на сътресението е около 70 – 75 g.
Най-често засегнатите части от мозъка вследствие ротационни сили са средният мозък и междинният мозък. Смята се, че силите от травмата нарушават нормалната клетъчна дейност в тези области и че това нарушение води до често срещаната загуба на съзнание при сътресенията. Ъглово ускорение от 4600, 5900 и 7900 rad/s2 води съответно до 25%, 50% и 80% риск за лека мозъчна травма.

## Превенция
Превенцията на леки черепно-мозъчни травми включва общи мерки, като например поставянето на предпазен колан и употребата на еърбег в превозните средства, както и използването на защитна екипировка, като например каска за високорисковите спортове. При възрастните хора е препоръчително да намалят опасността от падане вкъщи.

## Лечение
След изключване на нараняване на шията или главата, наблюдението трябва да продължи няколко часа. Ако симптомите са много, продължителни или се появяват нови такива, тогава е необходима незабавна оценка в спешно отделение. След това физическата и когнитивна почивка трябва да продължат, докато всички симптоми не отзвучат, като повечето (80 – 90%) сътресения отзвучават за 7 – 10 дни. Времето за възстановяване може да е по-дълго при деца и подрастващи. Когнитивното отпочиване включва намаляване на дейностите, изискващи концентрация и внимание. След това пациентът следва да се възвърне към обичайните си дейности с бавно темпо, което не влошава симптомите.
Могат да се изписват лекарства за облекчаване на проблемите със съня и депресията. Най-често се препоръчва парацетамол. Пациентът със сътресение не трябва да консумира алкохол и кафе или да пуши.

## Прогноза
Хора, които са претърпели сътресение на мозъка, са по-уязвими към последващо сътресение, особено ако новата травма настъпи, преди да са изминали симптомите от предното сътресение. Многократните сътресения увеличават риска от деменция, болест на Паркинсон или депресия в по-късен етап от живота.
Сътресенията почти никога не водят до смъртоносен край. Симптомите на повечето сътресения изчезват след седмици, макар след това могат да останат някои проблеми, които рядко са дълготрайни. Около 75% от децата се възстановяват в рамките на три месеца.
Общата прогноза за възстановяване може да бъде повлияна от различни фактори, включващи възраст, интелектуални способности, семейна среда, система за социално подпомагане, професионален статут, стратегии за справяне и финансови обстоятелства. Хората над 55-годишна възраст се нуждаят от повече време за възстановяване. По неизвестни причини претърпяването на едно сътресение значително увеличава риска от повторно такова.